# Красное (Конотопский район)
Красное (укр. Красне) — село,
Красненский сельский совет,
Конотопский район,
Сумская область,
Украина.
Код КОАТУУ — 5922084901. Население - 232 человека в 2024 году. Население по переписи 2001 года составляло 381 человек.
Является административным центром Красненского сельского совета, в который, кроме того, входят сёла
Вишневое и
Лебедево.

## Географическое положение
Село Красное находится недалеко от истоков реки Терн,
примыкает к селу Лебедево.
Через село проходит автомобильная дорога Т-2504.

## История
- Известно с 60-х годов XIX века как село Графское.
- 1952 — село переименовано в Красное.

## Экономика
- Молочно-товарная ферма.
- ООО «Весна».

## Объекты социальной сферы
- Школа І—ІІ ст.
- Дом культуры.
- Фельдшерско-акушерский пункт.
- Социальный центр